# Зему (ледник)
Зему́ — самый крупный ледник Восточных Гималаев, расположенный на восточном склоне хребта Сингалила, северо-восточнее Канченджанги, в индийском штате Сикким. Длина ледника Зему — 25 км, площадь — 116,8 км².
Ледник начинается непосредственно на восточном склоне массива Канченджанги на высоте свыше 5000 м и движется на северо-восток, принимая слева приток — ледник Твинс (англ. Twins glacier), а справа ледник Симву (англ. Simvu glacier). Через несколько километров он поворачивает на восток, принимая ещё один крупный левый приток, Тент-Пик, начинающегося у одноимённой вершины хребта Сингалила. Приняв правый приток Синиолчу, ледник Зему заканчивается на расстоянии примерно 15 км на восток от хребта Сингалила. Из-под него вытекает река Зему, первый крупный правый приток реки Тиста, основной водной артерии Сиккима. На юге перевалом Зему (5861 м) ледник отделён от ледника Тонгшионг, имеющему сток в бассейн реки Талунг, другого крупного правого притока Тисты.
Верховья ледника Зему находятся на территории национального парка Канченджанга. Сам ледник является относительно популярной целью многодневных туристических походов.
Ледник и прилегающие к нему районы были впервые исследованы и картографированы немецким учёным-географом Карлом Вином в ходе второй немецкой экспедиции на Канченджангу в сентябре-октябре 1931 года.
В 1937 году в районе перевала Зему будущий руководитель британской экспедиции по покорению Эвереста, Генри Сесил Джон Хант, наблюдал похожие на человеческие следы. Один из носильщиков экспедиции сообщил ему, что следы принадлежали йети.
Как и все ледники Сиккима, ледник Зему тает, и его длина сокращается. В январе 2008 года появились сообщения об увеличении темпов плавления, что вызвало обеспокоенность правительства Сиккима, так как ледник является важным источником пресной воды штата. Кроме того, в последние годы увеличилась сила сезонных наводнений. Так, в декабре 2007 года наводнениями были снесены два моста. Была образована правительственная комиссия, которой поручено представить выводы к концу 2008 года.